# Stylaster roseus
Stylaster roseus is een hydroïdpoliep uit de familie Stylasteridae. De poliep komt uit het geslacht Stylaster. Stylaster roseus werd in 1766 voor het eerst wetenschappelijk beschreven door Pallas. 